# FIFA 18
FIFA 18 es un videojuego de fútbol, desarrollado por Electronic Arts y publicado por EA Sports Canadá y EA Sports Rumania. Es el 25.º de la serie de videojuegos de la FIFA. Salió a la venta el 29 de septiembre de 2017, siendo la portada del mismo Cristiano Ronaldo. Asimismo, cuenta con una edición «Icono» con Ronaldo Nazario en la portada. Este es el segundo juego de la FIFA en la serie, tras el anterior FIFA 17, en emplear el motor de juego Frostbite, con excepción de las versiones para PlayStation 3, Xbox 360 y Nintendo Switch, siendo además el primer FIFA en ser lanzado para esta última consola.
Es el videojuego de fútbol más vendido de la historia (ver lista Anexo:Videojuegos más vendidos), así como el título más vendido de la franquicia FIFA.

## Portadas
El encargado de estelarizar la portada de la edición estándar, llamada Ronaldo edition es Cristiano Ronaldo, último ganador del Balón de Oro. Así mismo, Ronaldo será portada de la edición coleccionista, llamada Icon Edition.

## Ligas
Estas son las ligas confirmadas para este juego, donde se destaca la incorporación de la 3. Liga (Tercera División de Alemania). El resto de las ligas, son las mismas que estuvieron presentes en FIFA 17.
| Confederación   | Región o País             | Liga                           |
| --------------- | ------------------------- | ------------------------------ |
|                 | Alemania                  | Bundesliga                     |
| 2. Bundesliga   | Alemania                  |                                |
| 3. Liga Nuevo   | Alemania                  |                                |
| Austria         | Ö. Bundesliga             |                                |
| Bélgica         | Jupiler Pro League        |                                |
| Dinamarca       | Alka Superliga            |                                |
| Escocia         | Scottish Premiership      |                                |
| España          | LaLiga Santander          |                                |
| España          | LaLiga 1\|2\|3            |                                |
| Francia         | Ligue 1 Conforama         |                                |
| Francia         | Domino's Ligue 2          |                                |
| Inglaterra      | Premier League            |                                |
| Inglaterra      | EFL Championship          |                                |
| Inglaterra      | EFL League One            |                                |
| Inglaterra      | EFL League Two            |                                |
| Irlanda         | SSE Airtricity Lge        |                                |
| Italia          | Calcio A (D)              |                                |
| Italia          | Calcio B (E)              |                                |
| Noruega         | Eliteserien               |                                |
| Países Bajos    | Eredivisie                |                                |
| Polonia         | Ekstraklasa               |                                |
| Portugal        | Liga NOS (F)              |                                |
| Rusia           | Russian Premier League    |                                |
| Suecia          | Allsvenskan               |                                |
| Suiza           | Raiffeisen Super League   |                                |
| Turquía         | Süper Lig                 |                                |
|                 | Argentina                 | Primera División (A)           |
| Brasil          | Liga do Brasil (B)        |                                |
| Chile           | Campeonato Scotiabank (C) |                                |
| Colombia        | Liga Águila               |                                |
| y               | Arabia Saudita            | Dawry Jameel                   |
| y               | Australia Nueva Zelanda   | Hyundai A-League               |
| y               | Corea del Sur             | K League Classic               |
| y               | Japón                     | Meiji Yasuda J1                |
|                 | Estados Unidos y Canadá   | MLS                            |
| México          | Liga Bancomer MX          |                                |
| Resto del Mundo |                           |                                |
|                 | Grecia                    | AEK Atenas Vuelve              |
| Olympiacos      | Grecia                    |                                |
| Panathinaikos   | Grecia                    |                                |
| PAOK            | Grecia                    |                                |
| Ucrania         | Shakhtar Donetsk          |                                |
| Finlandia       | HJK Helsinki              |                                |
| República Checa | Sparta Praga Vuelve       |                                |
|                 | Sudáfrica                 | Kaizer Chiefs                  |
| Orlando Pirates | Sudáfrica                 |                                |
|                 | Ficticio                  | MLS All-Stars Desbloqueable    |
|                 | Ficticio                  | Adidas All-Stars Desbloqueable |
| Classic XI      | Ficticio                  |                                |
| World XI        | Ficticio                  |                                |

Notas:
(A) = El nombre y logo de la Liga están sin licenciar, además del club Chacarita Juniors, que aparece como Villa Maipú.
(B) = No tiene los jugadores reales. No están en el juego los siguientes clubes: Bahía, Corinthians, Flamengo y Vasco da Gama.
(C) = No tiene los jugadores reales, se actualiza en la actualización 1.03 El club Colo-Colo, aparece como CD Viñazur, pero sus jugadores aparecen licenciados.
(D) = Solo el nombre y logo de la Liga están sin licenciar.
(E) = El nombre y logo de liga están sin licenciar, a excepción de los recién descendidos de la Serie A: Empoli y Pescara, todos los demás clubes están sin licencia, pero con jugadores reales. Los nombres que están en paréntesis es como aparecen en el FIFA 18: Ascoli P.F.C. (Ascoli), U.S. Avellino (Avellino), F.C. Bari (Bari), Brescia Calcio (Brescia), Carpi F.C. 1909 (Carpi), A.C. Cesena (Cesena), Virtus Entella (Chiavari), A.S. Cittadella (Cittadella), Unione Sportiva Cremonese (Cremona), Foggia Calcio (Foggia), Frosinone Calcio (Frosinone), Spezia Calcio (La Spezia), Novara Calcio (Novara), U.S.C. Palermo (Palermo), Parma Calcio 1913 (Parma), Perugia (Perugia), U.S. Salernitana (Salerno), Ternana Calcio (Terni), Venezia Football Club (Venezia), F.C. Pro Vercelli (Vercelli).
(F) = La Liga NOS está completamente licenciada, con el logotipo de la Liga en sus camisetas. Sin embargo, los clubes recién ascendidos: Portimonense y Desportivo das Aves, además del GD Chaves, CD Feirense y CD Tondela están sin licenciar, y así aparecen en el juego respectivamente: (Portimão), (Vila das Aves), (Chaves), (F. Santa María) y (Tondela).

## Selecciones nacionales

### Selecciones masculinas
El juego contará con 50 Selecciones nacionales de fútbol masculinas. Las selecciones que aparecen en el listado son las mismas que estuvieron presentes en FIFA 17, con las novedades, que son la inclusión de la licencia de la Selección de Islandia y de la Selección de Arabia Saudita (este último, por la inclusión de su liga) y también vuelve la Selección de Nueva Zelanda (que estuvo ausente en la edición anterior), ahora completamente licenciada, también se licencia por primera vez a la Selecciones de Rumanía y de Rusia. Además, se recupera la licencia de la selección de Portugal. Para esta edición, la selección de Chile pierde la licencia por su exclusividad en pes, pero la recupera en la tercera actualización. Se contará en el listado, a las selecciones que se agregan por la inclusión del Mundial de Rusia 2018, a pesar de que no estén originalmente en el juego.
| Confederación                    | Selección                         | Licencia               |
| -------------------------------- | --------------------------------- | ---------------------- |
|                                  | Selección de Alemania             | Licenciada             |
| Selección de Austria             |                                   | Licenciada             |
| Selección de Bélgica             |                                   | Licenciada             |
| Selección de Bulgaria            | Parcial                           |                        |
| Selección de Croacia Nuevo       | Licenciada                        |                        |
| Selección de Dinamarca           | Licenciada                        |                        |
| Selección de Escocia             | Licenciada                        |                        |
| Selección de Eslovenia           | Parcial                           |                        |
| Selección de España              | Licenciada                        |                        |
| Selección de Finlandia           | Parcial                           |                        |
| Selección de Francia             | Licenciada                        |                        |
| Selección de Gales               | Licenciada                        |                        |
| Selección de Grecia              | Licenciada                        |                        |
| Selección de Hungría             | Parcial                           |                        |
| Selección de Inglaterra          | Licenciada                        |                        |
| Selección de Irlanda             | Licenciada                        |                        |
| Selección de Irlanda del Norte   | Licenciada                        |                        |
| Selección de Islandia Nuevo      | Licenciada                        |                        |
| Selección de Italia              | Licenciada                        |                        |
| Selección de Noruega             | Licenciada                        |                        |
| Selección de Países Bajos        | Licenciada                        |                        |
| Selección de Polonia             | Licenciada                        |                        |
| Selección de Portugal            | Licenciada                        |                        |
| Selección de República Checa     | Licenciada                        |                        |
| Selección de Rumanía             | Licenciada                        |                        |
| Selección de Rusia               | Licenciada                        |                        |
| Selección de Serbia Nuevo        | Licenciada                        |                        |
| Selección de Suecia              | Licenciada                        |                        |
| Selección de Suiza               | Parcial                           |                        |
| Selección de Turquía             | Licenciada                        |                        |
|                                  | Licenciada                        | Selección de Argentina |
| Selección de Bolivia             | Parcial                           |                        |
| Selección de Brasil              | Licenciada                        |                        |
| Selección de Chile               | Licenciada                        |                        |
| Selección de Colombia            | Parcial                           |                        |
| Selección de Ecuador             | Parcial                           |                        |
| Selección de Paraguay            | Parcial                           |                        |
| Selección de Perú                | Parcial                           |                        |
| Selección de Uruguay             | Parcial                           |                        |
| Selección de Venezuela           | Parcial                           |                        |
|                                  | Selección de Canadá               | Licenciada             |
| Selección de Costa Rica Vuelve   |                                   | Licenciada             |
| Selección de Estados Unidos      |                                   | Licenciada             |
| Selección de México              |                                   | Licenciada             |
| Selección de Panamá Nuevo        |                                   | Licenciada             |
|                                  | Selección de Camerún              | Parcial                |
| Selección de Costa de Marfil     |                                   | Parcial                |
| Selección de Egipto              |                                   | Parcial                |
| Selección de Marruecos Nuevo     | Licenciada                        |                        |
| Selección de Nigeria Nuevo       | Licenciada                        |                        |
| Selección de Senegal Nuevo       | Licenciada                        |                        |
| Selección de Sudáfrica           | Parcial                           |                        |
| Selección de Túnez Nuevo         | Licenciada                        |                        |
|                                  | Selección de Arabia Saudita Nuevo | Licenciada             |
| Selección de Australia           |                                   | Licenciada             |
| Selección de China               |                                   | Licenciada             |
| Selección de Corea del Sur Nuevo |                                   | Licenciada             |
| Selección de la India            | Parcial                           |                        |
| Selección de Irán Nuevo          | Licenciada                        |                        |
| Selección de Japón Nuevo         | Licenciada                        |                        |
|                                  | Selección de Nueva Zelanda Vuelve | Licenciada             |

### Selecciones femeninas
El juego contará con 15 selecciones nacionales de fútbol femeninas. La novedad es la inclusión de la Selección femenina de Nueva Zelanda. Las demás selecciones que aparecen en el listado son las mismas que estuvieron presentes en FIFA 17.
| Confederación | Selección                                 | Licencia   |
| ------------- | ----------------------------------------- | ---------- |
| AFC           | Selección femenina de Australia           | Licenciada |
| AFC           | Selección femenina de China               | Licenciada |
| CONCACAF      | Selección femenina de Canadá              | Licenciada |
| CONCACAF      | Selección femenina de Estados Unidos      | Licenciada |
| CONCACAF      | Selección femenina de México              | Licenciada |
| CONMEBOL      | Selección femenina de Brasil              | Licenciada |
| UEFA          | Selección femenina de Alemania            | Licenciada |
| UEFA          | Selección femenina de España              | Licenciada |
| UEFA          | Selección femenina de Francia             | Licenciada |
| UEFA          | Selección femenina de Inglaterra          | Licenciada |
| UEFA          | Selección femenina de Italia              | Licenciada |
| UEFA          | Selección femenina de Noruega             | Licenciada |
| UEFA          | Selección femenina de los Países Bajos    | Licenciada |
| UEFA          | Selección femenina de Suecia              | Licenciada |
| OFC           | Selección femenina de Nueva Zelanda Nueva | Licenciada |

## Estadios
Esta es la lista de estadios confirmados, destaca la ausencia de los siguientes estadios: Signal Iduna Park estadio del Borussia Dortmund y el Estadio Mestalla, casa de Valencia. La novedad son las inclusiones de los estadios de los recién ascendidos a la Premier League: el The Amex Stadium casa del Brighton & Hove Albion y el Kirklees Stadium casa del Huddersfield Town, así como la inclusión del Wanda Metropolitano casa del Atlético de Madrid y StubHub Center estadio del LA Galaxy. El resto de los estadios son los mismos que el FIFA 17.
| País           | Estadio                          | Club/es                                        |
| -------------- | -------------------------------- | ---------------------------------------------- |
| Alemania       | Allianz Arena                    | Bayern de Múnich                               |
| Alemania       | Borussia Park                    | Borussia Mönchengladbach                       |
| Alemania       | Olympiastadion                   | Hertha Berlín y Alemania                       |
| Alemania       | Veltins-Arena                    | Schalke 04                                     |
| Alemania       | Volksparkstadion                 | Hamburgo S.V.                                  |
| Arabia Saudita | King Abdullah Sports City        | Al-Ittihad y Al-Ahli                           |
| Arabia Saudita | King Fahd Stadium                | Al-Hilal, Al-Nassr, Al-Shabab y Arabia Saudita |
| Argentina      | La Bombonera                     | Boca Juniors                                   |
| Argentina      | El Monumental                    | River Plate y Argentina                        |
| Canadá         | BC Place                         | Vancouver Whitecaps                            |
| España         | Santiago Bernabéu                | Real Madrid y España                           |
| España         | Wanda Metropolitano Nuevo        | Atlético de Madrid                             |
| Estados Unidos | CenturyLink Field                | Seattle Sounders FC y Estados Unidos           |
| Estados Unidos | StubHub Center Nuevo             | LA Galaxy                                      |
| Francia        | Parc des Princes                 | Paris Saint-Germain y Francia                  |
| Francia        | Orange Vélodrome                 | Olympique de Marsella                          |
| Gales          | Liberty Stadium                  | Swansea City                                   |
| Inglaterra     | Anfield                          | Liverpool                                      |
| Inglaterra     | Britannia Stadium                | Stoke City                                     |
| Inglaterra     | Carrow Road                      | Norwich City                                   |
| Inglaterra     | Emirates Stadium                 | Arsenal                                        |
| Inglaterra     | Etihad Stadium                   | Manchester City                                |
| Inglaterra     | Fratton Park                     | Portsmouth F.C.                                |
| Inglaterra     | Goodison Park                    | Everton                                        |
| Inglaterra     | KCOM Stadium                     | Hull City                                      |
| Inglaterra     | King Power Stadium               | Leicester City                                 |
| Inglaterra     | Kirklees Stadium Nuevo           | Huddersfield Town                              |
| Inglaterra     | Loftus Road                      | Queens Park Rangers FC                         |
| Inglaterra     | London Stadium                   | West Ham United                                |
| Inglaterra     | Old Trafford                     | Manchester United                              |
| Inglaterra     | Riverside Stadium                | Middlesbrough                                  |
| Inglaterra     | Selhurst Park                    | Crystal Palace                                 |
| Inglaterra     | St James' Park                   | Newcastle United                               |
| Inglaterra     | St Mary's Stadium                | Southampton                                    |
| Inglaterra     | Stadium of Light                 | Sunderland                                     |
| Inglaterra     | Stamford Bridge                  | Chelsea                                        |
| Inglaterra     | The Hawthorns                    | West Bromwich Albion                           |
| Inglaterra     | The Amex Stadium Nuevo           | Brighton and Hove Albion                       |
| Inglaterra     | Turf Moor                        | Burnley                                        |
| Inglaterra     | Vicarage Road                    | Watford                                        |
| Inglaterra     | Villa Park                       | Aston Villa                                    |
| Inglaterra     | Vitality Stadium                 | Bournemouth                                    |
| Inglaterra     | Wembley Stadium                  | Tottenham Hotspur e Inglaterra                 |
| Italia         | Allianz Stadium                  | Juventus                                       |
| Italia         | San Siro                         | A.C. Milan e Inter de Milán                    |
| Italia         | Stadio Olimpico                  | Lazio, A.S. Roma e Italia                      |
| Japón          | Suita City Football Stadium      | Gamba Osaka                                    |
| México         | Estadio Azteca                   | Club América y México                          |
| Países Bajos   | Ámsterdam Arena                  | Ajax y Holanda                                 |
| Ucrania        | Donbass Arena                    | Shakhtar Donetsk                               |
| Ficticios      | Al Jayeed Stadium                |                                                |
| Ficticios      | Aloha Park                       |                                                |
| Ficticios      | Arena del Centenario             |                                                |
| Ficticios      | Arena D'Oro                      |                                                |
| Ficticios      | Court Lane                       |                                                |
| Ficticios      | Crown Lane                       |                                                |
| Ficticios      | Eastpoint Arena                  |                                                |
| Ficticios      | El Grandioso                     |                                                |
| Ficticios      | El Libertador                    |                                                |
| Ficticios      | Estadio de las Artes             |                                                |
| Ficticios      | Estadio El Medio                 |                                                |
| Ficticios      | Estadio Presidente General López |                                                |
| Ficticios      | Euro Park                        |                                                |
| Ficticios      | FeWC Stadium*                    |                                                |
| Ficticios      | Forest Park Stadium              |                                                |
| Ficticios      | Ivy Lane                         |                                                |
| Ficticios      | Molton Road                      |                                                |
| Ficticios      | O Dromo                          |                                                |
| Ficticios      | Sanderson Park                   |                                                |
| Ficticios      | Stade Municipal                  |                                                |
| Ficticios      | Stade Classico                   |                                                |
| Ficticios      | Stadion 23. Maj                  |                                                |
| Ficticios      | Stadion Europa                   |                                                |
| Ficticios      | Stadion Hanguk                   |                                                |
| Ficticios      | Stadion Neder                    |                                                |
| Ficticios      | Stadion Olympic                  |                                                |
| Ficticios      | Town Park                        |                                                |
| Ficticios      | Union Park Stadium               |                                                |
| Ficticios      | Waldstadion                      |                                                |

- El estadio FeWC Stadium solo está disponible para PS4, Xbox One y PC.

## FUT Iconos
Estos son los jugadores confirmados: Ronaldinho, Ronaldo, Diego Maradona, Pelé, Thierry Henry, Lev Yashin, Peter Schmeichel, Carles Puyol, Ruud Gullit, Jay Jay Okocha, Robert Pires, Patrick Vieira, Deco, Alessandro Del Piero, Rio Ferdinand, Miroslav Klose y Michael Owen. En este elenco, los futbolistas contarán con 3 versiones inclusive basadas en distintos momentos de su carrera.
Por ejemplo, en el caso de Ronaldinho, la primera se centrará en su etapa en el PSG, cuando se coronó campeón del mundo con Brasil en el Mundial del año 2002 en Corea y Japón. La segunda, ya en el FC Barcelona, donde se erigió como el mejor jugador del mundo y brindó la segunda Champions League al palmarés del club. Por último, sus años en el AC Milan.

## Modo Carrera
Entre las novedades para el modo carrera en FIFA 18 esta la introducción de negociaciones de transferencias interactivas, clips de noticias cinematográficas dinámicas en el menú, entrenamiento personalizados y nuevos paquetes televisivos, haciendo que la experiencia del modo Carrera sea más profunda y realista.

### Negociaciones interactivas
El proceso de negociación de las transferencias ha sido  mejorado para crear una inmersión, en tiempo real de transferencias y las negociaciones de contratos. El nuevo centro de transferencias en el menú principal, le permite realizar un seguimiento de todos sus objetivos de transferencia y los jugadores que figuran en la lista, y utilizar el sistema de negociación de transferencia interactiva.
Con las ruedas de decisión interactivas, ahora puede negociar en persona con los representantes de clubes y jugadores rivales, incluidos los gerentes y los agentes para llegar a un acuerdo que debe tener además de su plantilla. También puede delegar las negociaciones a su asistente desde el nuevo Centro de transferencias si no desea estar presente en las conversaciones.
Para iniciar las negociaciones para un jugador, ingrese al centro de transferencia, seleccione un jugador de su lista de favoritos y haga un acercamiento. Una vez que entras en esas negociaciones, hay dos pasos para concluir una transferencia.
1. Reúnase en persona en su oficina con el mánager o un representante del club vendedor para arreglar una cuota para el jugador. Utilizando la nueva rueda de decisión, podrá enviar una cuota de oferta e incluso incluir condiciones opcionales, como una cláusula de venta. Envíe la oferta y comenzará el diálogo con el gerente contrario, que aceptará, rechazará o contrarrestará su oferta. Las nuevas negociaciones de la IA significan que los directivos de oposición se involucrarán con respuestas dinámicas y variadas para conseguir el mejor trato para su club.
2. Una vez que se haga un acuerdo sobre el precio de transferencia, puede negociar directamente con el jugador y su agente. Usted determinará no sólo el salario del jugador y la duración del contrato, sino también su papel en el equipo, las cláusulas de liberación, y los bonos recién agregados (apariciones, gol y bonos de portería imbatida) para llegar a un acuerdo con el jugador.[10]

### Videos dinámicos potenciados por Frostbite
Una vez que se haya completado un acuerdo con el club y el jugador, serán transferidos a su equipo. En FIFA 18, todas las relaciones con los clubes y los jugadores, así como noticias importantes en todo el mundo del fútbol, se presentarán usando una nueva tecnología que genera clips de noticias catalogados en el menú principal.
Por ejemplo, cuando los jugadores se mueven de los clubes ahora verá representaciones dinámicas de su anuncio y revelación, incluyendo vallas publicitarias, tomas de línea con sus nuevos compañeros y presentaciones de conferencia de prensa con su nuevo entrenador.
Además de los tratos de transferencia, también verás nuevas imágenes cuando los jugadores ganen el premio Jugador del Mes de la liga y cuando tu equipo gane un título o una copa.

### Entrenamientos
Con más de 15 nuevos juegos de habilidad en FIFA 18, hay más variedad en el entrenamiento del equipo y al desarrollo de jugadores. Cree ejercicios preestablecidos y asígnelos a ciertos jugadores o grupos específicos, lo que le permite modelar su estrategia de desarrollo de jugadores jóvenes para mejorar los atributos de los jugadores o para planear el regreso de un jugador después de una lesión.
- Estas novedades solo estarán disponibles para PS4, Xbox One y PC.

## The Journey/El camino
El modo Journey basado en la historia que se introdujo en FIFA 17 regresa en esta entrega y continúa la narración bajo el título "The Journey: Hunter Returns" (El Trayecto: Hunter Regresa (Hispanoamérica) / El Camino: El Regreso de Hunter (España)). Si el jugador completa la historia original, comienza FIFA 18 en el mismo club, con rasgos y honores, como el título de la Premier League o la victoria de la FA Cup, siendo transferidos. En cuanto a aquellos que comienzan desde cero, verán un montaje de puntos clave de la trama en el juego, luego podrán seleccionar desde cualquier equipo de la Premier League.

### Trama de The Journey/El camino
La historia comienza con una recapitulación que resume los eventos clave del primer viaje. Luego, el juego se reduce a Alex Hunter y su amigo Danny Williams, que disfrutan de su último día de vacaciones en Brasil, antes de que algunos niños pequeños se les acerquen y los desafíen a un juego de fútbol. Después de regresar a Inglaterra, Alex y su equipo son informados sobre un torneo de pretemporada en los Estados Unidos, antes del cual Alex es invitado a una entrevista con Rio Ferdinand, pero luego se encuentra con su viejo amigo y rival Gareth Walker, quien dice que no puede creer que Alex siga con su agente Michael Taylor. Luego, en la gira en Los Ángeles, el equipo de Alex se enfrenta al Real Madrid y al final del partido, independientemente del resultado, Alex intercambia números con Cristiano Ronaldo, quien sugiere que Alex venga y juegue para Madrid, después de haber quedado impresionado por su juego. Si el jugador vence al Real Madrid, juega contra LA Galaxy, donde Hunter se encuentra con Gyasi Zardes en el túnel antes de que comience el partido. Alex también se encuentra con su padre durante la gira, y acepta a regañadientes una invitación para cenar con él. Después de la gira, Alex Hunter y sus compañeros de equipo van a Chicago donde participan en el Juego de las Estrellas de la MLS.
Después del primer juego de la nueva temporada de la Premier League, Michael le dice a Alex que el Real Madrid está interesado en ficharlo. A pesar de ser un movimiento arriesgado con Alex, que todavía está en su juventud, decide seguir sus sueños y presentar una solicitud de transferencia. Esto hace que tanto los compañeros de equipo de Alex como los fanáticos pierdan la fe en su compromiso con el equipo, incluso hasta el punto de que los fanáticos lo abuchean cuando es sustituido durante un juego. Desafortunadamente, solo un día antes de que se cierre la ventana de transferencia, Michael revela que descubrió que el trato con el Real Madrid era una estafa, y que nunca estuvieron interesados en que se uniera a su equipo. Si bien el ejecutivo del club aprecia que ni Michael ni Alex tenían ninguna razón para creer que el acuerdo era falso, no contradice el hecho de que Alex presentó una solicitud de transferencia, lo que significa que quería irse. Posteriormente, Alex es retirado del equipo mayor y ubicado en el equipo juvenil. Con solo unas horas hasta la fecha límite, Michael admite que realmente quería fichar a Alex con Madrid porque se estaba quedando atrás en su reputación como agente, por lo que siguió con el trato sin pensar demasiado. Alex se enfurece con Michael por apostar su carrera futbolística por su beneficio personal, y luego el jugador tiene la opción de perdonar a Michael y quedarse con él, o despedirlo debido a su error que casi acaba con su carrera.
Independientemente de la decisión del jugador, Alex recibe una llamada de su padre, que ahora trabaja para LA Galaxy. El equipo le ofrece un contrato para jugar en Los Ángeles, debido a algunas lesiones que han sufrido sus delanteros. Sin otra opción, además de entrenar con el equipo juvenil, Alex acepta el trato, ayudando al equipo a llegar a los playoffs. Poco después de su llegada a los Estados Unidos, una joven lo reconoce en los vestuarios. Mientras cena con su padre, Alex descubre que ella es Kim Hunter, su media hermana. Menos impresionado con su padre por no contarle sobre Kim, Alex se va, pero luego viene a apoyar a Kim durante su debut con la selección femenina de Estados Unidos contra Alemania. Cuando se acerca la Navidad, Alex regresa a su hogar en Inglaterra después de que termina la temporada con Los Ángeles, pero le da a Kim el balón de fútbol de su abuelo para que le de suerte en sus futuros juegos.
Después de reunirse con Danny, quien se inscribió en el antiguo club de Alex cuando se fue, Alex se entera de que el Atlético de Madrid, el PSG y el Bayern de Múnich están interesados en ficharlo (si el jugador se quedó con Michael, lo firma o si el jugador lo despidió, Alex está firmado por su papá). Alex firma a uno de ellos y cuando llega descubre que Dino, el gerente del antiguo club de préstamos de Alex, también está en su nuevo club. Dino empareja a Alex con Thomas Müller, Antoine Griezmann o Dele Alli, el jugador que sirve como compañero de ataque de Alex. Sin embargo, tras solo tres juegos, Alex sufre una lesión en la rodilla que lo aleja del campo durante la mayor parte de la temporada. En este punto, el juego cambia a la perspectiva de Danny Williams, cuya carrera en el antiguo club de Alex está en riesgo. Después de jugar un juego, el jugador tiene la opción de jugar como Williams e intentar salvar su carrera, o simplemente renunciar y tomar el control de Hunter en el próximo capítulo.
Después de recuperarse de su lesión, Alex se encuentra con Kim para tener una conversación antes de volver a su equipo europeo, donde descubre que el trabajo de Dino está en riesgo, y puede ser despedido si el club no gana ningún trofeo para el final de la temporada. Si Hunter juega bien y gana la final de la liga o la copa, Dino mantiene su trabajo. Si no, Dino será despedido y Alex lo ayuda a limpiar su escritorio. Después de que termina la temporada, Alex lleva a Jim a los Estados Unidos para encontrarse con Kim por primera vez y cenan en el restaurante. Después de que él come, Alex recibe una llamada de una agente que dice haber estado vigilándolo. Ella se ofrece a convertirlo en un ícono y le dice que se reúna con ella, lo que lleva a su aparición en FIFA 19.

## Comentaristas
| Región                | Comentaristas |
| --------------------- | --- |
| Hispanoamérica        | Fernando Palomo Mario Kempes                                                                                      |
| España                | Manolo Lama Paco González                                                                                         |
| Países angloparlantes | Martin Tyler Alan Smith Alan Mclnally (reportes dentro del juego) Geoff Shreeves (reportes de lesiones) Mike West |

## Banda sonora
La lista de canciones incluidas en el juego son:
| - alt-J - Deadcrush - Avelino ft. Skepta y Stormzy - Energy - Bad Sounds - Wages - Baloji - L'Hiver Indien - BØRNS - Faded Heart - Cut Copy - Standing In The Middle Of The Field (edición para radio) - Django Django - Tic Tac Toe - IDER - King Ruby - Jason Derulo - Colors (se añadió en la actualización del Mundial de Rusia 2018) - Kimbra - Top Of The World - Kovic - Drown - Lorde - Supercut - Mondo Cozmo - Automatic - Mura Masa - Helpline, con la participación de Tom Tripp - ODESZA - La Ciudad - Off Bloom - Falcon Eye - Oliver - Heart Attack, con la participación de De La Soul - Outsider - Miol Mor Mara - Perfume Genius - Slip Away - Phantoms - Throw It In The Fire - Portugal. The Man - Live In The Moment | - RAC - Beautiful Game, con la participación de St. Lucia - Residente - Dagombas en Tamale - Rex Orange County - Never Enough - Run The Jewels - Mean Demeanor - Sir Sly - &Run - Slowdive - Star Roving - Sneakbo, con la participación de Giggs - Active - Sofi Tukker - Best Friend, con la participación de NERVO, The Knocks y Alisa UENO. - Superorganism - Something For Your M.I.N.D. - Tash Sultana - Jungle - Témé Tan - Ça Va Pas La Tête? - The Amazons - Stay With Me - The National - The System Only Dreams In Total Darkness - The War On Drugs - Holding On - The xx - Dangerous - Tom Grennan - Found What I've Been Looking For - Toothless - Sisyphus - Vessels - Deflect The Light, con la participación de The Flaming Lips - Washed Out - Get Lost |

## Ventas
FIFA 18 ha vendido 5.90 millones de copias en su semana de lanzamiento.
| Año   | Cantidad           |
| ----- | ------------------ |
| 2017  | 5.900.000 unidades |
| 2018  | -                  |
| Total | 5.900.000 unidades |

- Datos al 5 de octubre de 2017.

## Actualizaciones
Nota: Visita el siguiente enlace de Actualización FIFA 18 para ver los detalles de todas las actualizaciones hasta la actualidad.
Primera Actualización (PC, Xbox One y PS4)
FIFA Ultimate Team
- Nuevas funcionalidades para el Champions Channel.
- Arreglado un problema al mostrar el tiempo de reposición en el Champions Channel.
- Arreglado un problema de kits de rival bloqueados en el catálogo EASFC en Squad Battles.
- Arreglado un problema en el que las tribunas tenían banderas erróneas cuando el equipo local vestía ciertos kits.
- Arreglado un problema de crash al utilizar el Champions Channel.
- Arreglado un problema de control del portero en los modos solo de FUT.
- Cambiado partidos restantes por intentos restantes en los torneos de clasificación diarios de FUT Champions.
- Cambiado el texo de puntos posibles en Squad Battles por proyección de Puntos de partidos.
- Actualizadas las fotos de jugadores de préstamo en el catálogo EASFC.
- Arreglos visuales para ciertos elementos de FUT.

Gameplay
- Mejoradas las reacciones de los porteros en ciertas ocasiones.
- Bajada la dificultad en Amateur y Semi-Pro.
- Bajado el porcentaje de acierto en los tiros y aumentada levemente la reacción de los porteros en ciertas situaciones.

The Journey: Hunter Returns (Inglés) / El Trayecto: Hunter Regresa (Hispanoamérica) / El Camino: El Regreso de Hunter (España)
- Iconos en la cinemática, para indicar la acción realizada por el usuario.
- Las acciones son: Resultado en FIFA 17, Resultado de partido, Decisión clave, Rendimiento del jugador, Rendimiento del equipo, índice de asociación.
- Arreglado un problema de crash durante la cinemática del capítulo 5.

Modo Carrera
- Agregada la opción de delegar la negociación de renovación de contratos.
- Ahora es posible negociar la negociación de contrato con jugadores para quienes las cláusulas han sido pagadas.
- Arreglado un problema en el que los jugadores podían utilizar jugadores de préstamo en la negociación.
- Un problema en el que las noticias no se actualizaban.

Modos Online
- Arreglado un problema en el que los jugadores podían regresar a un salón invisible después del partido.
- Agregados los indicadores de rival en partidos En línea.
- Mejorada la lógica de kits similares.

Audio / Visual / Presentación
- Agregados los marcadores de la Bundesliga de este año.
- Arreglados diferentes fallos menores de audio.
- Mejoradas las animaciones de la red de portería.

Segunda Actualización (PC, Xbox One y PS4)
- Mejoras de estabilidad general

Tercera Actualización (PC, Xbox One y PS4)
Jugabilidad
- Los pases a ras de tierra, son menos eficaces cuando se trata de un pase ciego entre 90 y 270 grados. 0 grados representa la dirección en la que va el jugador.
- El impacto más significativo, ocurrirá cuando el ángulo del pase esté entre 140 y 220 grados.
- El menor impacto ocurrirá entre 90 y 139 grados y entre 221 y 270 grados.
- Los pases impactados tendrán reducción exactitud y de velocidad de la pelota.

Arreglados los siguientes problemas de jugabilidad
- Los porteros que atajaban el balón dentro de su propia puerta.
- Los porteros que se tiraban demasiado rápido en un tiro de cabeza o de volea.
- Algunos jugadores se volvían invisibles durante el partido.
- Regates (Drag backs) que no funcionaban bien cuando se presionaba rápidamente el botón modificador.
- Jugadores que no podían realizar varios recortes juntos.
- Los porteros que no lograban despejar el balón tras realizar una atajada cerca de la línea de gol.
- Los jugadores que realizaban pases automáticamente tras ir al menú de pausa en una partida En línea.
- Un problema con los controles en el que los botones direccionales no funcionaban cuando se seleccionaba a un jugador.

Cambios en FIFA Ultimate Team
- Agregado el menú de objetivos al menú de pausa en todos los modos FUT Online.
- Agregado el modo invitado en temporadas FUT Online y FUT Online Draft.
- Desactivado el modo entrenador durante FUT Champions.

Arreglado en FIFA Ultimate Team
- Un problema en DCP en el que ciertos desafíos no podía ser seleccionados al marcarlos.
- Visualización de la edad de los Iconos en la superposición En línea.
- Los escudos erróneos de los rivales en la pre-visualización de partido de temporadas En línea.
- Notificaciones de objetivo completado en los objetivos diarios y semanales.
- Alineación de texto en los elementos de Mánager.
- Un problema de los efectos de animación durante la apertura de sobres.
- El icono de rango en Squad Battles que no se mostraba correctamente al reclamar las recompensas.

Arreglado en modos Online
- Crash en ciertas situaciones en modos Pro Clubs.
- Los jugadores que no recibían invitaciones en partidas amistosas en Pro Clubs.

Arreglado en modo carrera
- Crash en el primer partido de la temporada.

Agregado Audio / Visual / Presentación
- Actualizado los kits y escudos de la Selección Nacional de Chile.

Arreglado Audio / Visual / Presentación
- Volumen de audio de las celebraciones de Cristiano Ronaldo.
- Algunas banderas en las tribunas que mostraban la imagen errónea.
- Problemas visuales con el pack de retransmisión de la Bundesliga.
- Situaciones en las que el balón parecía atravesar la red de la portería.
- Problemas de animación de jugadores en el suelo.
- Jugadores atravesando las vallas publicitarias durante la celebración.

### 2018 FIFA World Cup (Contenido descargable)
El 30 de abril de 2018, EA anunció un contenido descargable gratuito, basado principalmente en la Copa Mundial de la FIFA de 2018, con los 32 equipos participantes (y los que ya figuran en FIFA 18) y los 12 estadios utilizados en la Copa Mundial de la FIFA 2018, así como la posibilidad de que los jugadores, creen sus propios torneos personalizados de la Copa del Mundo. Fue lanzado el 29 de mayo en América del Norte, Europa, el 30 en Australia, y el 3 de junio en Japón para las versiones de PC, Nintendo Switch, PlayStation 4 y Xbox One del juego, con FIFA Mobile recibiendo el modo por tiempo limitado el 6 de junio de 2018.
Las monedas se transfieren del juego real de Ultimate Team y no hay un mercado de transferencias, lo que significa que todos los jugadores deben obtenerlas de los paquetes.
Jugabilidad
- El sistema de control de los jugadores fue cambiado para un mayor margen de respuesta de acuerdo a sus distintas personalidades.
- Mejoramiento en el sistema de pases de la pelota, permitiendo a los jugadores girar más rápido y superar con mayor facilidad a sus adversarios cuando están corriendo con el balón.
- Los jugadores del equipo controlado por un jugador que no poseen la pelota están constantemente en movimiento, buscando espacios.
- El jugador puede dirigir a ciertos futbolistas de su escuadra para que piquen, se mantengan en el área o mantengan una posición defensiva.
- Se añadieron también nuevas mecánicas y animaciones, así como se mejor la mecánica de respuesta de los jugadores y su sistema de personalidad. Además se cambió la física del balón en los penales y tiros libres.

#### Material licenciado agregado
Estadios sede del mundial:
- Estadio Olímpico Luzhnikí
- Otkrytie Arena
- Estadio Krestovski
- Estadio de Kaliningrado
- Kazán Arena
- Estadio de Nizhni Nóvgorod
- Cosmos Arena
- Volgogrado Arena
- Mordovia Arena
- Rostov Arena
- Estadio Olímpico de Sochi
- Estadio Central (Ekaterimburgo)

Directores técnicos:
- Tite -  Brasil
- Carlos Queiroz -  Irán
- Joachim Löw -  Alemania
- Stanislav Cherchésov -  Rusia